# 1. Tennis-Bundesliga (Herren) 2001
In der 30. Saison der Tennis-Bundesliga der Herren wurde 2001 die Mannschaft der Dinslakener TG Blau-Weiss Deutscher Meister.

## Saisonüberblick
Der deutsche Meister 2001 wurde in zwei Finalspielen des Tabellenersten gegen den Tabellenzweiten ermittelt, wobei jeder Verein einmal Heimrecht besaß. Der Dinslakener TG Blau-Weiss konnte sich im ersten Spiel gegen ETuF Essen mit 6:3 durchsetzen. Das Rückspiel gewann der ETuF aber ebenfalls mit 6:3. Um den Deutschen Meister 2001 ermitteln zu können, mussten die Sätze ausgezählt werden. Hier hatte der Dinslakener TG Blau-Weiss das bessere Satzverhältnis und wurde so Deutscher Meister 2001.
Der TC Rot-Weiß Hagen muss nach 12 Jahren ununterbrochener Zugehörigkeit zur 1. Bundesliga absteigen, ebenso der KHTC Mülheim, der sich nur zwei Jahre im Oberhaus halten konnte.

## Abschlusstabelle
|     | Mannschaft                 | Begegnungen | Punkte | Matches | Sätze   | Spiele |
| --- | -------------------------- | ----------- | ------ | ------- | ------- | ------ |
| 01. | Dinslakener TG Blau-Weiss  | 8           | 8:0    | 53:19   | 112:58  |        |
| 02. | ETuF Essen (M)             | 8           | 6:2    | 54:18   | 114:57  |        |
| 03. | 0 TC Blau-Weiß Sundern (N) | 8           | 6:2    | 44:28   | 099:68  |        |
| 04. | TK Grün-Weiss Mannheim     | 8           | 5:3    | 36:36   | 084:83  |        |
| 05. | Rochusclub Düsseldorf      | 8           | 4:4    | 34:38   | 078:90  |        |
| 06. | TC Blau-Weiss Neuss        | 8           | 3:5    | 26:46   | 068:102 |        |
| 07. | Wacker Burghausen          | 8           | 2:6    | 30:42   | 072:94  |        |
| 08. | 0 TC Rot-Weiß Hagen        | 8           | 1:7    | 25:47   | 064:102 |        |
| 09. | KHTC Mülheim               | 8           | 1:7    | 22:50   | 066:108 |        |

|                      |                                                 |
| Zum Saisonende 2000: |                                                 |
| (M)                  | Meister, Meister in der Vorsaison               |
| (N)                  | Neuling, Aufsteiger aus der Tennis-Regionalliga |

| Zum Saisonende 2001:                                                             |
| Meister Finalspielteilnehmer Absteiger in die 2. Tennis-Bundesliga (Herren) 2002 |